# Joan Fabré Oliver
Joan Fabré Oliver (Vilanova i la Geltrú, 3 de maig de 1868 - Barcelona, 12 d'abril de 1951) va ser un dibuixant i escriptor vilanoví.
Fill de Jaume Fabré Gassó i Maria Salomè Oliver Pollés, cursà estudis a l'Escola de Belles Arts de Barcelona i realitzà il·lustracions per a diverses editorials de Barcelona, a més d'escriure diferents textos, predominantment de poesia. Col·laborà amb l'Institut Català de les Arts del Llibre i fou director artístic de la casa de mosaics Escofet.
Col·laborà activament amb la Biblioteca Museu Víctor Balaguer des de 1905 ocupant diferents càrrecs: vicepresident, conservador del museu i president per un breu espai de temps.